# AllMusic
AllMusic (trước đây là All Music Guide hay AMG) là một cơ sở dữ liệu âm nhạc, sở hữu bởi All Media Network, LLC. AllMusic được thành lập năm 1991 bởi chuyên viên lưu trữ văn thư trong lĩnh vực văn hóa đại chúng Michael Erlewine và tiến sĩ toán học Vladimir Bogdanov, với mục đích ban đầu là cung cấp thông tin hướng dẫn cho người dùng. Năm 1992, khi World Wide Web chưa hoạt động chính thức, cuốn sách tham khảo đầu tiên với nhãn AMG đã được xuất bản. Năm 1995, phiên bản web đầu tiên của AllMusic trên Internet đã ra mắt, trên giao thức Gopher.
Tháng 12 năm 2007, AllMusic chuyển giao sở hữu sang công ty Macrovision (nay là Rovi Corporation), và đến tháng 7 năm 2013 được Rovi bán lại cùng AllGame và AllMovie cho All Media Network, LLC.
Các trụ sở của All Media Network được đặt tại San Francisco, California và Ann Arbor, Michigan, Hoa Kỳ.

## Nội dung
Nội dung của AllMusic gồm tiểu sử các nghệ sĩ, đánh giá cho các bài hát, album nhạc,... tất cả được viết bởi đội ngũ biên tập viên và người viết, trong số đó có trên 900 nhà phê bình âm nhạc.
Cơ sở dữ liệu của AllMusic đã được cấp bản quyền. AllMusic nói rằng họ có bộ lưu trữ số về âm nhạc lớn nhất, bao gồm 6 triệu bài hát, cũng như có thư viện bìa đĩa lớn nhất với hơn nửa triệu hình ảnh bìa được scan.
Cơ sở dữ liệu của AllMusic cũng đã được sử dụng trong một vài phiên bản của Windows Media Player và Musicmatch Jukebox để nhận dạng và tổ chức các tập tin nhạc trong thư viện. Windows Media Player 11 và MTV Urge music store đã mở rộng việc khai thác dữ liệu từ AllMusic để có thêm các nghệ sĩ liên quan, tiểu sử, đánh giá, danh sách nhạc và các nội dung khác.
Phiên bản web của AMG có nhiều thông tin hơn hẳn cuốn sách 1.176 trang của AMG được xuất bản năm 1992 (All Music Guide: the Best CDs, Albums & Tapes, xuất bản bởi Miller Freeman Inc., San Francisco), nhưng lại thiếu nhiều thông tin liên quan về nhạc cổ điển có trong cuốn sách.